# Russische parlementsverkiezingen 2016

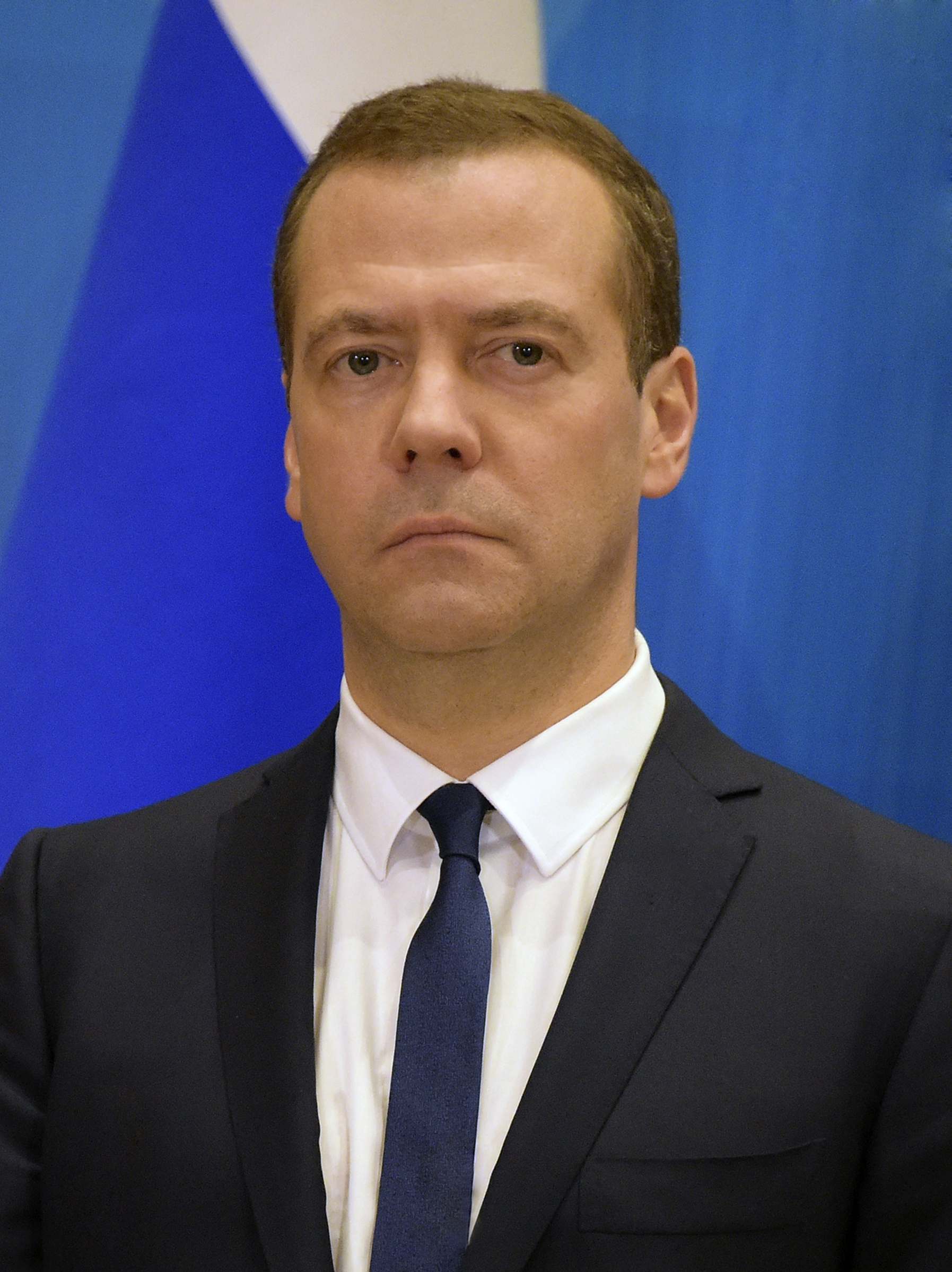
Premier Dmitri Medvedev was lijstaanvoerder van Verenigd Rusland

De Russische parlementsverkiezingen van 2016 vonden op 18 september van dat jaar plaats en werden gewonnen door de regeringspartij Verenigd Rusland van president Vladimir Poetin. Verenigd Rusland kreeg 54% van de stemmen. In totaal waren er 450 zetels te verdelen in de Staatsdoema (federaal parlement). De oppositie maakte geen schijn van kans vanwege de kiesdrempel van 4%. Volgens de OVSE waren de verkiezingen niet eerlijk verlopen.

## Uitslag
De opkomst was met 47,8% de laagste sinds het uiteenvallen van de Sovjet-Unie in 1991. Tsjetsjenië vormde een uitzondering qua opkomst: volgens de officiële cijfers maakten daar 94,9% van de kiesgerechtigden de gang naar het stembureau.
| Uitslag van de parlementsverkiezingen            | Uitslag van de parlementsverkiezingen | Uitslag van de parlementsverkiezingen | Uitslag van de parlementsverkiezingen | Uitslag van de parlementsverkiezingen |
| Partij                                           | Russisch                              | Stemmen                               | %                                     | Zetels                                |
| ------------------------------------------------ | ------------------------------------- | ------------------------------------- | ------------------------------------- | ------------------------------------- |
| Verenigd Rusland                                 | Единая Россия                         |                                       | 54,2%                                 | 343                                   |
| Communistische Partij van de Russische Federatie | КПРФ                                  |                                       | 13,3%                                 | 42                                    |
| Rechtvaardig Rusland                             | Справедливая Россия                   |                                       | 6,2%                                  | 23                                    |
| Liberaal-Democratische Partij van Rusland        | ЛДПР                                  |                                       | 13,1%                                 | 39                                    |
| Jabloko                                          | Яблоко                                |                                       | 2,0%                                  | -                                     |
| Patriotten van Rusland                           | Патриоты России                       |                                       | 0,6%                                  | -                                     |
| Burgerplatform                                   | Гражда́нская Платфо́рма                 |                                       | 0,2%                                  | 1                                     |
| Rodina                                           | РОДИНА                                |                                       | 1,5%                                  | 1                                     |
| Partijloos                                       |                                       |                                       | 8,9%                                  | 1                                     |
| Geldige stembiljetten                            |                                       |                                       |                                       |                                       |
| Ongeldige stembiljetten                          | Недействительные бюллетени            |                                       |                                       |                                       |
| Totaal (opkomst: 47,8%)                          |                                       | 52.631.849                            | 100,00                                | 450                                   |
| Totaal mogelijke kiezers                         |                                       |                                       |                                       |                                       |
| Bron: Uitslag                                    |                                       |                                       |                                       |                                       |